# NDUFAF1
NDUFAF1‏ (NADH:ubiquinone oxidoreductase complex assembly factor 1) هوَ بروتين يُشَفر بواسطة جين NDUFAF1 في الإنسان.